# Mitsubishi 3A9
Il nome Mitsubishi 3A9 identifica una famiglia di motori a combustione interna prodotto dal 2003 in poi dalla casa automobilistica giapponese Mitsubishi in collaborazione con il colosso tedesco DaimlerChrysler, presso il quale questo motore era noto con la sigla M134.

## Caratteristiche e profilo

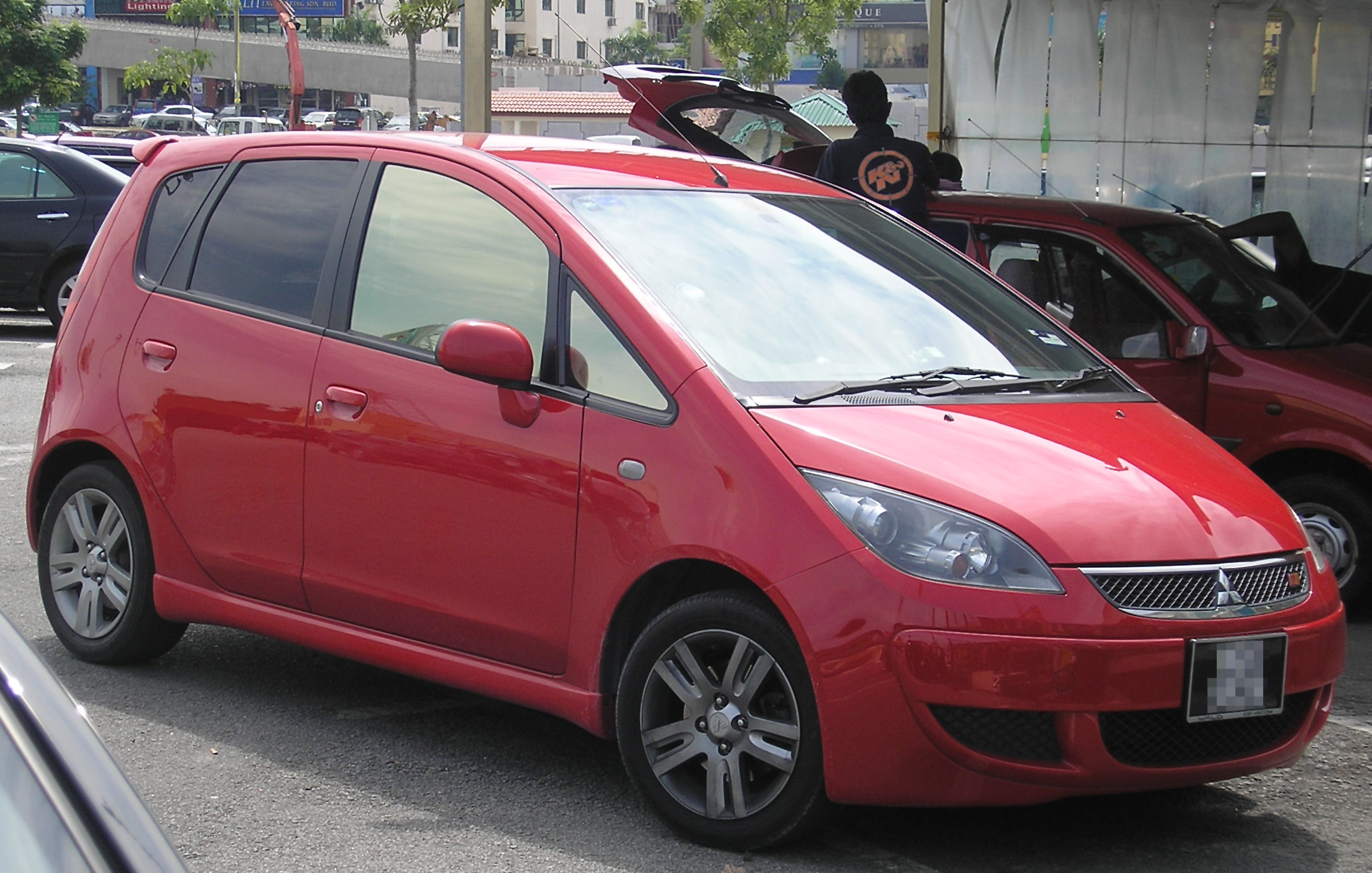
La Mitsubishi Colt ottava serie monta anche il 1.1 3A9

Questa famiglia di motori di fascia bassa è nata nel periodo in cui era attiva la joint-venture tra la Mitsubishi Motors e la DaimlerChrysler, quest'ultima nata a sua volta nel 1998 dalla fusione tra Daimler-Benz e gruppo Chrysler. Quest'ultima ha detenuto per anni anche una consistente fetta della Mitsubishi Motors Corporation. Nei primi anni '90 tale rapporto venne risolto, ma Chrysler e Mitusbishi hanno continuato in seguito a condividere componentistica automotive in base ad un contratto stipulato tra le due parti per cui ben presto si strinsero i rapporti tra il marchio generalista giapponese ed il marchio premium tedesco della Mercedes-Benz, la quale con il lancio della Classe A aveva già intrapreso la strada per estendere verso il basso l'intera gamma automobilistica. 

La collaborazione tra DaimlerChrysler e Mitsubishi venne stretta allo scopo di realizzare alcuni motori di cilindrata bassa, allo scopo di equipaggiare le vetture di base della Casa giapponese, ma anche quelle del neonato marchio tedesco Smart, di proprietà della DaimlerChrysler, che dal 2007 divenne Daimler AG in seguito all'estromissione del gruppo Chrysler. 

Dalla collaborazione tra DaimlerChrysler e Mitsubishi sarebbero nati prima di tutto i motori della serie 4A9 ed in seguito appunto il motore 3A9. Quest'ultimo arrivò qualche mese dopo il lancio dei due motori 4A9, ma con questi condivideva molte caratteristiche, per esempio il fatto di essere interamente in lega di alluminio, di montare la fasatura variabile continua MIVEC sul lato aspirazione, e di avere una distribuzione bialbero in testa a quattro valvole per cilindro.

La differenza costruttiva principale tra i motori 4A9 ed il motore 3A9, sta nel fatto che quest'ultimo è un tricilindrico, mentre i motori 4A9 sono quadricilindrici.

Per ottimizzarne l'efficienza, il motore 3A9 è stato progettato in modo da ridurre gli attriti, allo scopo di disperdere meno energia termica possibile. Inoltre, le camere di scoppio sono state progettate in modo da ottenere una combustione più completa ed uniforme possibile. Sempre allo stesso scopo, sono stati utilizzati iniettori dotati di più fori dalle dimensioni minuscole, in grado di polverizzare letteralmente il combustibile all'interno delle camere di scoppio stesse.

Infine, il catalizzatore è stato progettato affinché raqgiungesse al più presto la temperatura ottimale di funzionamento.

Il motore 3A9 è stato proposto in tre versioni, da un litro, da 1.1 litri e da 1.2 litri. La versione intermedia è stata la capostipite, quella che ha debuttato per prima, ed è stata proposta in due varianti di potenza, 64 e 75 CV. Entrambe, in virtù della già menzionata joint-venture tra DaimlerChrysler e Mitsubishi, sono state montate anche sulla Smart Forfour. Dalla versione 1.1, anni dopo, e precisamente nel 2012, sarebbero state derivate le altre due versioni.
Di seguito vengono mostrate le caratteristiche principali del motore 3A9:
- architettura a 3 cilindri in linea;
- monoblocco e testata in lega di alluminio;
- distribuzione a due assi a camme in testa;
- testata a 4 valvole per cilindro;
- alimentazione ad iniezione elettronica multipoint;
- rapporto di compressione: 10.5:1;
- albero a gomiti su 4 supporti di banco.

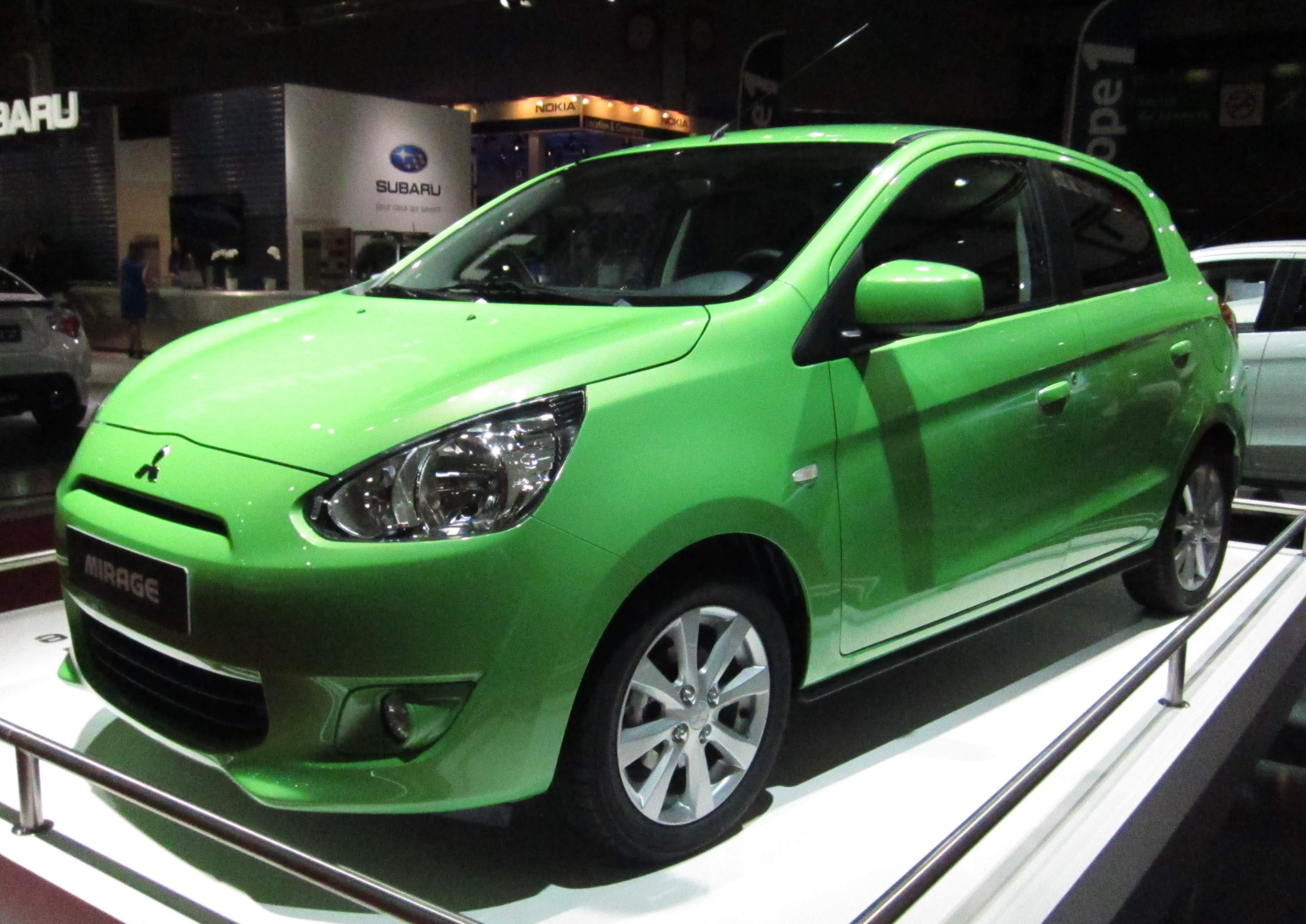
La sesta generazione della Mitsubishi Mirage, commercializzata come Mitsubishi Space Star in Europa, monta i motori 3A9 da 1.0 e 1.2 litri

Nella seguente tabella, invece, vengono riassunte caratteristiche ed applicazioni di questa famiglia di motori:
| Variante | Alesaggio x corsa (mm) | Cilindrata (cm³) | Potenza CV/rpm | Coppia Nm/rpm  | Applicazioni                                                        | Anni di produzione |
| -------- | ---------------------- | ---------------- | -------------- | -------------- | ------------------------------------------------------------------- | ------------------ |
| 3A90     | 75x75.4                | 999              | 69/6000        | 86/3500        | Mitsubishi Mirage Mk6 1.0 (Mitsubishi Space Star Mk2 1.0 in Europa) | dal 2012           |
| 3A91     | 75x84.8                | 1124             | 64/5500        | 92/2500        | Smart ForFour 1.0                                                   | 2005-06            |
| 3A91     | 75x84.8                | 1124             | 75/6000        | 100/ 3500-4000 | Smart ForFour 1.1i                                                  | 2004-06            |
| 3A91     | 75x84.8                | 1124             | 75/6000        | 100/ 3500-4000 | Mitsubishi Colt Mk8 1.1                                             | 2003-12            |
| 3A92     | 75x90                  | 1193             | 78/6000        | 100/4000       | Mitsubishi Mirage Mk6 1.2 (Mitsubishi Space Star Mk2 1.2 in Europa) | dal 2012           |

Il motore 3A92 è in grado di funzionare anche con miscela di etanolo di tipo E10 o E20.